# 郭希鵬
郭希鹏（1890年—1969年），原名郭锡朋，字寿山，号鼎九，辽宁盖县（今盖州市）人。中国军事将领。

## 生平

### 入伍前
1890年，出生于奉天省盖平县城东方家屯村（今辽宁省盖州暖泉镇方屯村）一个商人家庭，高小毕业后入盖平县读中学。中学毕业后，郭希鹏听从父亲建议，考入奉天法政学校，后又进入早期的奉天东北讲武堂学习军事，曾留学日本深造，就读于日本千叶骑兵学校、日本陆军大学将官班甲级第2期。

### 东北军时期
郭希鹏学成归国后加入东北军，于1925年任东北军骑兵第8旅2团团长。1926年2月，任东北军骑兵第8旅旅长，同年9月兼任察西镇守使。1927年夏，任东北军暂编第16师师长。1928年3月，兼任晋北警备司令。1928年，东北易帜后。郭希鹏任东北边防军骑兵第1旅旅长。1931年5月，任东北边防军独立骑兵第4旅旅长。

### 抗日战争时期
1932年，郭希鹏任骑兵第4师师长，参加了长城抗战。1935年4月，获授中将。同年8月，任骑兵军骑兵3师师长。1936年11月，兼任抗日援绥军第1军团骑兵指挥官。1937年6月，任骑兵军副军长。1938年4月，任骑兵第2军副军长。同年11月，兼任绥东骑兵司令。1939年，参加冬季攻势作战。1941年1月，他任骑兵第3军军长。1943年9月，他任第3集团军副总司令。

### 国共内战时期
抗战胜利后。1946年9月，郭希鹏任第一战区司令长官部中将高参。1947年，任东北行辕中将高参，因反对国共内战，未就职。1949年1月，留在北平迎接中国人民解放军。

### 中华人民共和国建立后
中华人民共和国建国后，郭希鹏历任辽宁省政协常委、人民政府参事室副主任、辽宁省民革委员。于1969年，在沈阳病逝。